# (7181) 1991 PH12
A (7181) 1991 PH12 a Naprendszer kisbolygóövében található aszteroida. Holt, H. E. fedezte fel 1991. augusztus 7-én.